# 29 Dywizja Grenadierów SS (1 rosyjska)
29 Dywizja Grenadierów SS (1 rosyjska) (niem. Waffen-Grenadier Division der SS (russische Nr. 1)) – kolaboracyjny związek taktyczny Waffen-SS złożony z żołnierzy Rosyjskiej Wyzwoleńczej Armii Ludowej (RONA) formowany pod koniec II wojny światowej.

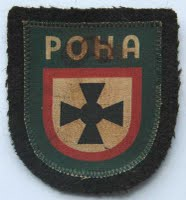
Naszywka dywizji

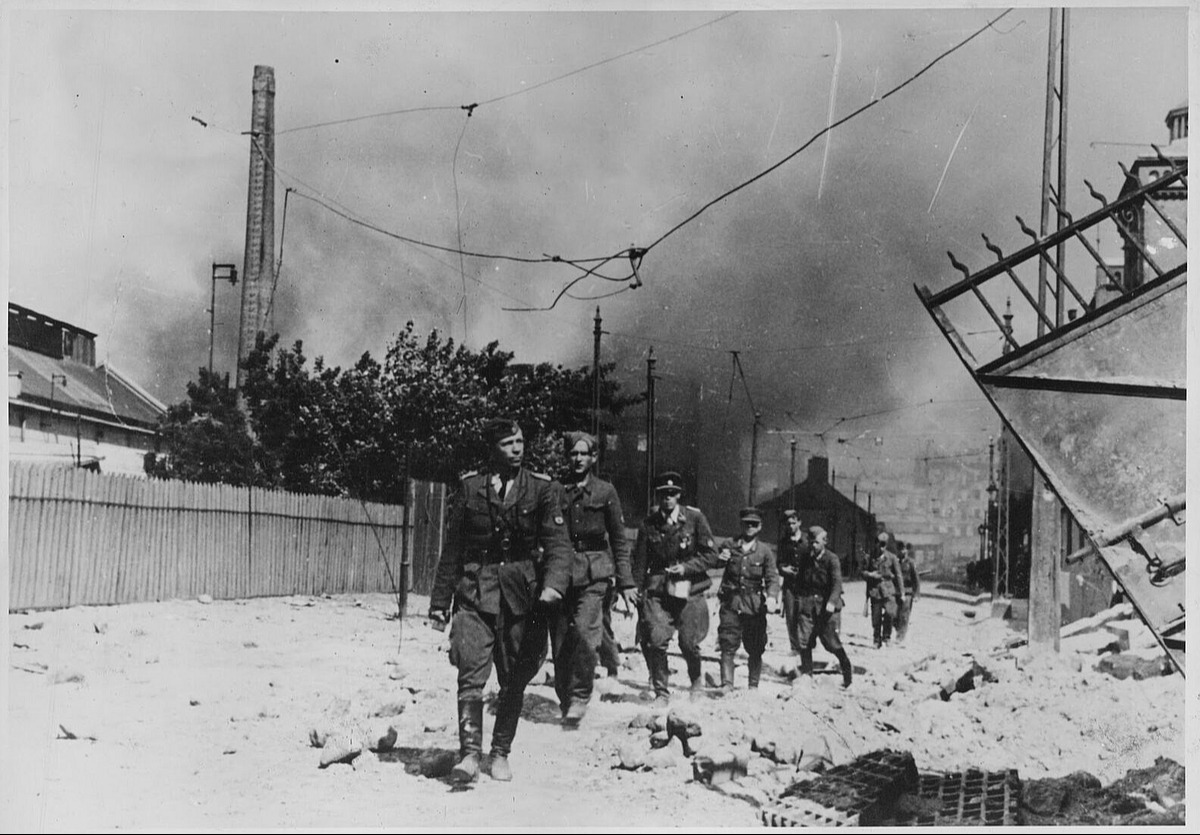
Żołnierze RONA podczas tłumienia powstania warszawskiego

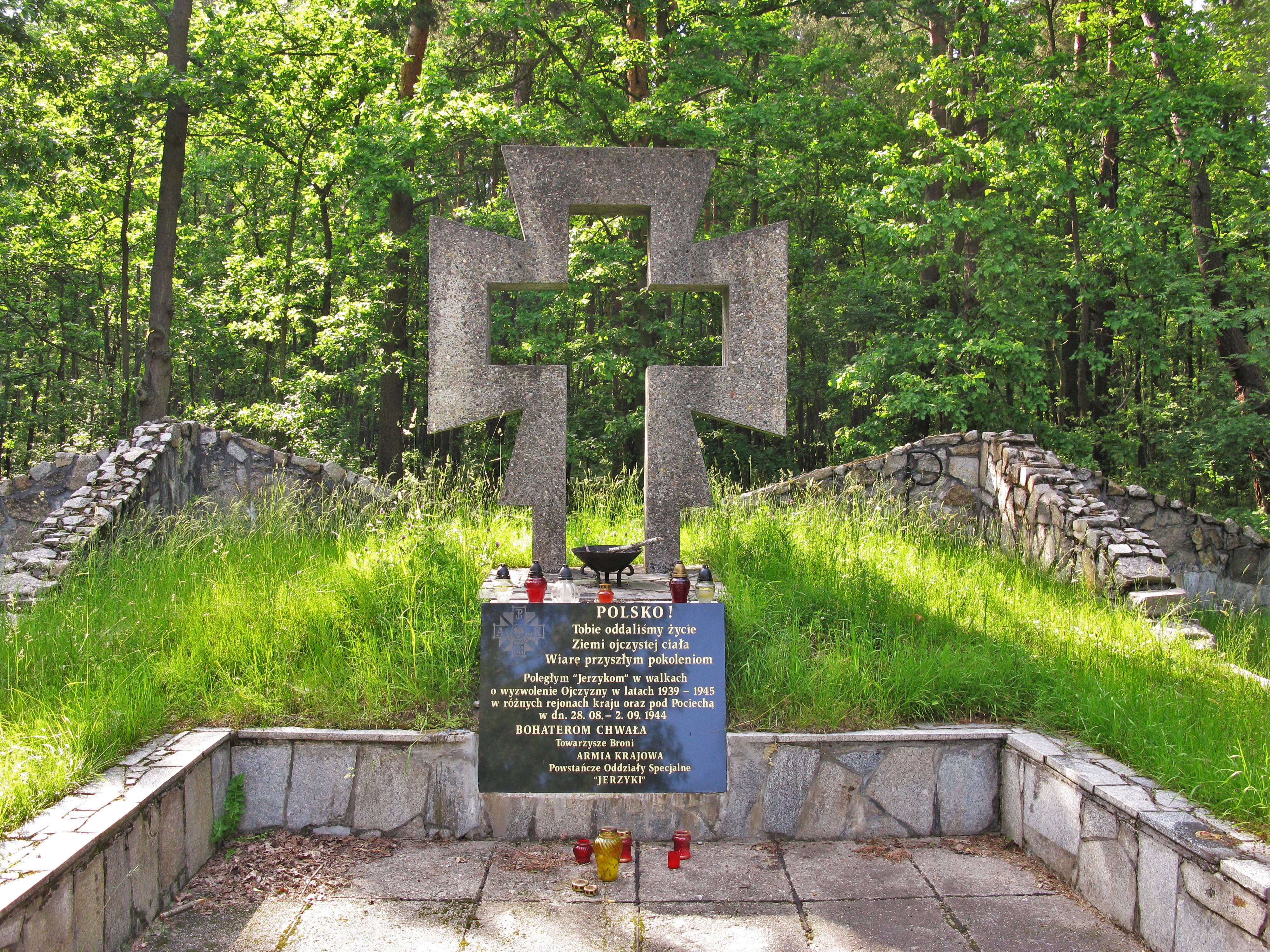
Krzyż upamiętniający bitwę Powstańczych Oddziałów Specjalnych Jerzyki z formacją RONA pod Pociechą w Puszczy Kampinoskiej w dniach 28 sierpnia – 2 września 1944 roku

## Geneza
W październiku 1941 r. na części zajętych przez wojska niemieckie obszarów ZSRR powstał kolaboracyjny organizm administracyjny pod nieformalną nazwą Republika Łokocka. Od początku zaczęły też powstawać ochotnicze oddziały milicji i samoobrony, na czele których stał początkowo organizator Republiki Łokockiej Konstantin Woskobojnik, zaś po jego śmierci 8 stycznia 1942 r. – Bronisław Kaminski. Na początku 1943 r. oddziały Kaminskiego otrzymały oficjalną nazwę Rosyjska Wyzwoleńcza Armia Ludowa (RONA). Osiągnęły liczebność ok. 10 tysięcy ludzi. Na początku sierpnia 1943 roku formacja składała się z pięciu pułków piechoty, batalionu „gwardyjskiego”, dywizjonu pancernego i baterii artylerii przeciwlotniczej. Uzbrojona była głównie w broń radziecką i wyposażona także w artylerię i czołgi. Głównym zadaniem RONA było zwalczanie partyzantki radzieckiej i ochrona mieszkańców Republiki Łokockiej.
Wskutek ofensywy Armii Czerwonej oddziały RONA wraz z ludnością cywilną ewakuowały się latem 1943 r. na wschodnią Białoruś, zaś w lutym 1944 r. na Grodzieńszczyznę. Latem 1944 r. zainteresował się nimi Reichsführer-SS Heinrich Himmler, który postanowił wcielić RONA do Waffen-SS. Żołnierze Kaminskiego znaleźli się na ziemiach polskich, trafiając ostatecznie w lipcu na Górny Śląsk w okolice Raciborza.

## Brygada Szturmowa SS „RONA”
Pod koniec lipca RONA została przeorganizowana w Brygadę Szturmową SS „RONA” (SS-Sturmbrigade „RONA”). Część brygady wysłano na szkolenie na Węgry, gdzie miała być przekształcona w dywizję.
Tymczasem 1 sierpnia 1944 wybuchło powstanie warszawskie. Heinrich Himmler postanowił użyć do jego stłumienia m.in. żołnierzy brygady. W tym celu następnego dnia w Częstochowie utworzono pułk szturmowy RONA, składający się z dwóch batalionów, w sile ok. 1700 żołnierzy. Wybrano do niego po 300–400 nieżonatych mężczyzn z każdego pułku brygady. Dowództwo pułku objął oficer operacyjny sztabu brygady Waffen-Sturmbannführer der SS Iwan Frołow. Jednostce przydzielono 4 czołgi T-34, działo samobieżne SU-76 i 2 haubice 122 mm. Od 4 do 14 sierpnia pułk stacjonował na Ochocie, gdzie zajmował się przede wszystkim rabunkami i gwałtami, a także mordowaniem ludności cywilnej (patrz: pacyfikacja Ochoty). Następnie został przydzielony na pierwszą linię walk, działając na odcinku od gmachu Wojskowego Instytutu Geograficznego przy Al. Jerozolimskich do Szpitala Dzieciątka Jezus przy ul. Nowogrodzkiej. 12 sierpnia ronowcy przebili się do ul. Nowogrodzkiej i pl. Starynkiewicza, gdzie zajęli szpital Dzieciątka Jezus. Następnego dnia dotarli do ul. Chałubińskiego. Części żołnierzy udało przedostać się na północną stronę Alei Jerozolimskich. Teren ich walk ograniczały ulice Towarowa–Krochmalna–Żelazna i Aleje Jerozolimskie. 21 sierpnia, na rogu ulic Srebrnej i Towarowej, została zniszczona przez powstańców cała kompania pułku. 23 sierpnia jednostka została przeniesiona w rejon miasta pomiędzy ul. Stawki a Powązkowską. Już po 3 dniach ciężkich walk została jednak zluzowana przez Niemców.
Ocalałych z walk żołnierzy pułku przerzucono do zewnętrznego pierścienia wojsk w Puszczy Kampinoskiej. Ich zadaniem było niedopuszczenie do połączenia się sił partyzanckich spoza Warszawy z powstańcami. W nocy 2/3 września oddział AK por. Adolfa Pilcha ps. „Dolina” rozbił w Truskawiu batalion pułku, zdobywając wiele broni, amunicji oraz umundurowania i żywności. W ataku tym zginęło ok. 250 ronowców, a ok. 100 zostało rannych. W kolejnym nocnym ataku na Marianów 3/4 września partyzanci rozbili dwie kompanie RONA. W sumie straty pułku szturmowego RONA podczas działań związanych z powstaniem wyniosły prawie połowę stanu wyjściowego, czyli ok. 800 ludzi. Walki pod Truskawiem i Marianowem były ostatnimi akcjami zbrojnymi brygady.

## Sprawa Kaminskiego
31 lipca 1944 r. w Poznaniu Himmler awansował Kaminskiego do stopnia Waffen-Brigadeführer der SS i generała wojsk lądowych SS. Ten przybył wraz z pułkiem szturmowym brygady do ogarniętej powstaniem Warszawy, gdzie został ranny w rękę. Główną uwagę skupił na gromadzeniu zrabowanych dóbr, przy czym zezwalał także swoim żołnierzom na rabunek, a nawet bronił ich postępowania przed niemieckim dowództwem, uzasadniając to tym, że zarówno jego podkomendni, jak też ich rodziny stracili cały swój majątek w trakcie długiej i wiernej służby dla Rzeszy. Kaminskiemu udało się zgromadzić kilka waliz złota i kamieni szlachetnych, które miał umieszczone w swoim samochodzie. Chciał nim wyjechać z Warszawy w towarzystwie szefa sztabu brygady ppłka. Ilji Szawykina i lekarza brygady.
Zachowanie samego Kaminskiego, jak też i jego żołnierzy wywołały ostatecznie reakcję Niemców. Dowódca brygady został wezwany do Łodzi. Nie wiadomo dokładnie, jaka była potem sekwencja wydarzeń, poza jednym faktem – Bronisław Kaminski stracił życie. Najprawdopodobniej wykonano na nim karę śmierci. Niemcy wydali oświadczenie, że poległ bohatersko w zasadzce partyzanckiej.

## 29 Dywizja Grenadierów SS
Jesienią 1944 r. osłabiona brygada została przeniesiona na poligon w Münsingen w Wirtembergii, gdzie na jej bazie rozpoczęto formowanie 29 Dywizji Grenadierów SS. Oficjalna nazwa została nadana 1 października. Braki kadrowe wśród szeregowych, podoficerów, a zwłaszcza oficerów miały być uzupełnione ochotnikami z obozów jenieckich. Dywizja była organizowana według etatu ochotniczej dywizji grenadierów SS. W jej skład miały wejść 72, 73 i 74 Pułki Grenadierów SS (po trzy bataliony każdy), a także pułk artylerii z trzema dywizjonami lekkiej artylerii i jednym ciężkiej oraz bataliony fizylierów lub kawalerii (rozpoznawczy), saperów, łączności, zapasowy, pododdziały zaopatrzenia i transportowe. Dowódcą został SS-Brigadeführer Christoph Diehm, poprzednio Höhere SS- und Polizeiführer w dystrykcie galicyjskim w Generalnym Gubernatorstwie.
Żołnierze 29 Dywizji Grenadierów SS nosili na rękawach mundurów dwie wersje tarczek naramiennych – maszynowo drukowaną odznakę z małą, ostro zakończoną tarczą i krzyżem z mieczami oraz drukowaną na białym materiale odznakę z błękitnym krzyżem oraz żółtymi lub błękitnymi mieczami i żółtymi literami POHA.
Formowanie dywizji przebiegało bardzo powoli. Brakowało kadry oficerskiej i odpowiednio przeszkolonych żołnierzy do pododdziałów specjalistycznych. W celu przyspieszenia formowania skierowano do dywizji SS-Gruppenführera i gen. por. policji Heinricha Jürsa. Jednakże bez Kaminskiego zabrakło czynnika scalającego. Poza tym b. żołnierze RONA nie chcieli służyć z dala od rodzin i pod niemieckim dowództwem. Ostatecznie pod koniec 1944 r. formowana dywizja została rozwiązana.
Większość żołnierzy przeniesiono do Sił Zbrojnych Komitetu Wyzwolenia Narodów Rosji (KONR) generała Andrieja Własowa. Młodszych wiekiem żołnierzy wcielono do 1 Dywizji Sił Zbrojnych KONR (600 Dywizja Piechoty) pod dowództwem gen. mjra Sergieja Buniaczenki. Trafili w większości do 1602 pułku piechoty dowodzonego przez płka Wiaczesława Artiemiewa, gdzie stanowili tam prawie 2/3 składu pułku. Czołgi zostały włączone do batalionu rozpoznawczego, z ronowców utworzono również kompanię wsparcia tego batalionu. Z oficerów rozwiązanej 29 Dywizji Grenadierów SS tylko jeden objął dowództwo samodzielnej jednostki – mjr Borys Kostenko dowodził 1600 batalionem rozpoznawczym 1 Dywizji. Byli żołnierze RONA zachowali pewien wyróżnik. Odróżniali się własną tarczą naramienną, będącą modyfikacją dotychczasowej, tylko zamiast liter POHA umieszczone były na niej litery KOHP. Starsi wiekiem żołnierze 29 Dywizji Grenadierów SS pozostali natomiast w charakterze ochrony cywilów i taborów przebywających w rejonie Münsingen do końca wojny.

## Dowódcy
- Waffen-Brigadeführer der SS Bronisław Kaminski (17 czerwca – 19 sierpnia 1944)
- SS-Brigadeführer Christoph Diehm (sierpień 1944)